# Kozana
Kozana – wieś w Słowenii, w gminie Brda. W 2018 roku liczyła 370 mieszkańców.